# Harry Piel
Harry Piel, nato Heinrich Piel (Düsseldorf, 12 luglio 1892 – Monaco di Baviera, 27 marzo 1963), è stato un regista, sceneggiatore e attore tedesco.
Buona parte della sua carriera si svolse all'epoca del muto. Specializzato nei suoi primi anni di carriera in film di genere, polizieschi o d'avventura, venne presto soprannominato "Regista Dinamite" per l'uso di spettacolari esplosioni che animavano le sue pellicole ricche di acrobazie e di movimento. 

## Filmografia

### Regista

#### 1912
- Dämone der Tiefe (1912)
- Der Börsenkönig
- Der Triumph des Todes (1912)
- Schwarzes Blut (1912)

#### 1913
- Schatten der Nacht (1913)
- Pierrot nero (Der schwarze Pierrot) (1913)
- Il diavolo verde (Der grüne Teufel) (1913)
- Uomi e maschere (Menschen und Masken) (1913)
- Anima nobile (Seelenadel) (1913)
- Erblich belastet?
- Menschen und Masken - 2. Teil (1913)
- Harakiri - Die Tragödie einer Geisha (1913)
- Im Leben verspielt (1913)

#### 1914
- Die Millionenmine (1914)
- Die braune Bestie (1914)
- Ein Millionenraub (1914)
- L'occhio del diavolo (Das Teufelsauge) (1914)
- Das geheimnisvolle Zeichen (1914)
- Das Abenteuer eines Journalisten (1914)
- Der geheimnisvolle Nachtschatten (1914)

#### 1915
- Der schwarze Husar (1915)
- Manya, die Türkin (1915)
- Im Banne der Vergangenheit  (1915)
- Das Geheimnis von D.14 (1915)
- Das verschwundene Los (1915)
- Police Nr. 1111 (1915)
- Der Bär von Baskerville (1915)

#### 1916
- Die große Wette (1916)
- Unter heißer Zone (1916)
- Enigma viventel (Das lebende Rätse) (1916)
- Das geheimnisvolle Telefon (1916)

#### 1917
- Das Schicksal rächt sich (1917)
- Zur Strecke gebracht  (1917)
- Um eine Million (1917)
- Die Abenteuer des Kapitän Hansen (1917)
- Der weiße Schrecken (1917)
- Der Sultan von Johore (1917)
- Testimonio muto (Der stumme Zeuge) (1917)

#### 1918
- Duello americano (Das amerikanische Duell) (1918)
- Suo nemico a morte (Sein Todfeind) (1918)
- Das rollende Hotel (1918)
- Die Ratte, co-regia di Joe May (1918)
- Diplomaten (1918)

#### 1919
- Die Krone von Palma (1919)
- Das Auge des Götzen (1919)
- Der Muff , supervisione di Joe May (1919)
- Der blaue Drachen (1919)
- Die närrische Fabrik  (1919)
- Der große Coup (1919)

#### 1920
- Über den Wolken (1920)
- Der rätselhafte Klub (1920)
- Dramma al circo Carré (Die Geheimnisse des Zirkus Barré) (1920)
- Der große Unbekannte (1920)
- Die Luftpiraten (1920)
- Das fliegende Auto (1920)
- Der Verächter des Todes (1920)
- Das Gefängnis auf dem Meeresgrund (1920)

#### 1921
- Der Reiter ohne Kopf, 1. Teil - Die Todesfalle (1921)
- Der Reiter ohne Kopf, 2. Teil - Die geheimnisvolle Macht (1921)
- Der Reiter ohne Kopf, 3. Teil - Harry Piels schwerster Sieg (1921)
- Der Fürst der Berge (1921)
- Unus, der Weg in die Welt. Der Fürst der Berge - 2. Teil  (1921)

#### 1922
- La casa che sparisce (Das verschwundene Haus) (1922)
- Donna?... danno (Das schwarze Kuvert) (1922)

#### 1923
- Il rivale del circo (Rivalen) (1923)
- Der letzte Kampf (1923)
- Avventura di una notte (Abenteuer einer Nacht) (1923)

#### 1924
- Menschen und Masken, 1. Teil - Der falsche Emir (1924)
- Menschen und Masken, 2. Teil - Ein gefährliches Spiel (1924)
- Auf gefährlichen Spuren (1924)
- L'uomo dai nervi d'acciaio (Der Mann ohne Nerven), co-regia di Gérard Bourgeois (1924)

#### 1925
- Più presto della morte (Face à la mort o Schneller als der Tod), co-regia di Gérard Bourgeois (1925)
- Zigano, co-regia di Gérard Bourgeois (1925)
- Abenteuer im Nachtexpreß (1925)

#### 1926
- Der schwarze Pierrot (1926)
- Achtung Harry! Augen auf! (1926)

#### 1927
- Was ist los im Zirkus Beely?  (1927)
- Sein größter Bluff, cor-regia di Henrik Galeen (1927)
- Rätsel einer Nacht (1927)
- Bezwinger der 1000 Gefahren

#### 1928
- Panik (1928)
- Mann gegen Mann (1928)
- Seine stärkste Waffe (1928)

#### 1929
- Die Mitternachts-Taxe
- Männer ohne Beruf
- Sein bester Freund (1929)

#### 1930
- Menschen im Feuer (1930)
- Achtung! Auto-Diebe! (1930)
- Er oder ich (1930)

#### 1931
- Schatten der Unterwelt (1931)
- Bobby geht los (1931)
- Ombres des bas fonds (1931)

#### 1932
- Der Geheimagent (1932)
- Jonny stiehlt Europa, co-regia di Andrew Marton (1932)
- Il fantasma del mare (Das Schiff ohne Hafen) (1932)

#### 1933
- Sprung in den Abgrund (1933)
- L'uomo invisibile attraversa la città (Ein Unsichtbarer geht durch die Stadt) (1933)

#### 1934
- Die Welt ohne Maske (1934)
- Der Herr der Welt (1934)

#### 1935
- Serata di gala al circo Peter (Artisten) (1935)

#### 1936
- La jungla in rivolta (Der Dschungel ruft) (1936)
- L'uomo senza mano (Neunzig Minuten Aufenthalt) (1936)

#### 1937
- Il crimine dei Kruppak (Sein bester Freund) (1937)

#### 1938
- Der unmögliche Herr Pitt (1938)
- Belve in ginocchio (Menschen, Tiere, Sensationen) (1938)

#### 1945
- Der Mann im Sattel (1945)

#### 1951
- Der Tiger Akbar (1951)

#### 1953
- Gesprengte Gitter  (1953)

### Sceneggiatore
- Dämone der Tiefe, regia di Harry Piel (1912)
- Der Börsenkönig
- Der Triumph des Todes, regia di Harry Piel (1912)
- Schwarzes Blut, regia di Harry Piel (1912)
- Schatten der Nacht, regia di Harry Piel (1913)
- Pierrot nero (Der schwarze Pierrot), regia di Harry Piel (1913)
- Il diavolo verde (Der grüne Teufel), regia di Harry Piel (1913)
- Uomi e maschere (Menschen und Masken), regia di Harry Piel (1913)
- Anima nobile (Seelenadel), regia di Harry Piel (1913)
- Erblich belastet?
- Menschen und Masken - 2. Teil, regia di Harry Piel (1913)
- Harakiri - Die Tragödie einer Geisha, regia di Harry Piel (1913)
- Im Leben verspielt, regia di Harry Piel (1913)
- Die Millionenmine, regia di Harry Piel (1914)
- Die braune Bestie, regia di Harry Piel (1914)
- The Hindu Nemesis (1914)
- Ein Millionenraub, regia di Harry Piel (1914)
- L'occhio del diavolo (Das Teufelsauge), regia di Harry Piel (1914)
- Das geheimnisvolle Zeichen, regia di Harry Piel (1914)
- Das Abenteuer eines Journalisten, regia di Harry Piel (1914)
- Der geheimnisvolle Nachtschatten, regia di Harry Piel (1914)
- Der schwarze Husar, regia di Harry Piel (1915)
- Manya, die Türkin, regia di Harry Piel (1915)
- Im Banne der Vergangenheit, regia di Harry Piel (1915)
- Das Geheimnis von D.14, regia di Harry Piel (1915)
- Das verschwundene Los , regia di Harry Piel (1915)
- Police Nr. 1111, regia di Harry Piel (1915)
- Der Bär von Baskerville, regia di Harry Piel (1915)
- Die große Wette, regia di Harry Piel (1916)
- Unter heißer Zone, regia di Harry Piel (1916)
- Das lebende Rätsel, regia di Harry Piel (1916)
- Das geheimnisvolle Telefon, regia di Harry Piel (1916)
- Zur Strecke gebracht , regia di Harry Piel (1917)
- Um eine Million, regia di Harry Piel (1917)
- Die Abenteuer des Kapitän Hansen, regia di Harry Piel (1917)
- Der weiße Schrecken, regia di Harry Piel (1917)
- Der Sultan von Johore, regia di Harry Piel (1917)
- Der stumme Zeuge, regia di Harry Piel (1917)
- Das amerikanische Duell , regia di Harry Piel (1918)
- Sein Todfeind , regia di Harry Piel (1918)
- Das rollende Hotel, regia di Harry Piel (1918)
- Die Ratte, regia di Harry Piel e Joe May (1918)
- Diplomaten, regia di Harry Piel (918)
- Die Krone von Palma, regia di Harry Piel (1919)
- Das Auge des Götzen, regia di Harry Piel (1919)
- Der Muff, regia di Harry Piel con la supervisione di Joe May (1919)
- Der blaue Drachen, regia di Harry Piel (1919)
- Die närrische Fabrik, regia di Harry Piel (1919)
- Der große Coup, regia di Harry Piel (1919)
- Über den Wolken, regia di Harry Piel (1920)
- Der rätselhafte Klub, regia di Harry Piel (1920)
- Die Geheimnisse des Zirkus Barré, regia di Harry Piel (1920)
- Der große Unbekannte, regia di Harry Piel (1920)
- Die Luftpiraten, regia di Harry Piel (1920)
- Das fliegende Auto, regia di Harry Piel (1920)
- Unus, der Weg in die Welt. Der Fürst der Berge - 2. Teil, regia di Harry Piel (1921)
- Das schwarze Kuvert, regia di Harry Piel (1922)
- Il rivale del circo (Rivalen), regia di Harry Piel (1923)
- Der letzte Kampf, regia di Harry Piel (1923)
- Menschen und Masken, 1. Teil - Der falsche Emir, regia di Harry Piel (1924)
- Menschen und Masken, 2. Teil - Ein gefährliches Spiel, regia di Harry Piel (1924)
- Face à la mort, regia di Gérard Bourgeois e Harry Piel (1925)
- Abenteuer im Nachtexpreß, regia di Harry Piel (1925)
- Der schwarze Pierrot, regia di Harry Piel (1926)
- Rätsel einer Nacht
- Panik, regia di Harry Piel (1928)
- Seine stärkste Waffe, regia di Harry Piel (1928)
- Der Geheimagent, regia di Harry Piel (1932)
- Jonny stiehlt Europa, regia di Harry Piel e Andrew Marton (1932)
- Sprung in den Abgrund, regia di Harry Piel (1933)
- Der Herr der Welt, regia di Harry Piel (1934)
- Serata di gala al circo Peter (Artisten), regia di Harry Piel (1935)
- Il crimine dei Kruppak (Sein bester Freund), regia di Harry Piel (1937)
- Der unmögliche Herr Pitt, regia di Harry Piel (1938)
- Belve in ginocchio (Menschen, Tiere, Sensationen), regia di Harry Piel (1938)
- Der Tiger Akbar, regia di Harry Piel (1951)
- Gesprengte Gitter, regia di Harry Piel (1953)

### Attore
- Die große Wette, regia di Harry Piel (1916)
- Die närrische Fabrik, regia di Harry Piel (1919)
- Der große Coup, regia di Harry Piel (1919)
- Über den Wolken, regia di Harry Piel (1920)
- Der rätselhafte Klub, regia di Harry Piel (1920)
- Die Geheimnisse des Zirkus Barré, regia di Harry Piel (1920)
- Der große Unbekannte, regia di Harry Piel (1920)
- Die Luftpiraten, regia di Harry Piel (1920)
- Das fliegende Auto, regia di Harry Piel (1920)
- Der Verächter des Todes, regia di Harry Piel (1920)
- Das Gefängnis auf dem Meeresgrund, regia di Harry Piel (1920)
- Der Reiter ohne Kopf, 1. Teil - Die Todesfalle, regia di Harry Piel (1921)
- Der Reiter ohne Kopf, 2. Teil - Die geheimnisvolle Macht, regia di Harry Piel (1921)
- Der Reiter ohne Kopf, 3. Teil - Harry Piels schwerster Sieg, regia di Harry Piel (1921)
- Der Fürst der Berge, regia di Harry Piel (1921)
- Unus, der Weg in die Welt. Der Fürst der Berge - 2. Teil, regia di Harry Piel (1921)
- Das verschwundene Haus, regia di Harry Piel (1922)
- Das schwarze Kuvert, regia di Harry Piel (1922)
- Il rivale del circo (Rivalen), regia di Harry Piel (1923)
- Der letzte Kampf, regia di Harry Piel (1923)
- Avventura di una notte (Abenteuer einer Nacht), regia di Harry Piel (1923)
- Menschen und Masken, 1. Teil - Der falsche Emir, regia di Harry Piel (1924)
- Menschen und Masken, 2. Teil - Ein gefährliches Spiel, regia di Harry Piel (1924)
- Auf gefährlichen Spuren, regia di Harry Piel (1924)
- Der Mann ohne Nerven, regia di Gérard Bourgeois, Harry Piel (1924)
- Face à la mort, regia di Gérard Bourgeois, Harry Piel (1925)
- Zigano, regia di Gérard Bourgeois, Harry Piel (1925)
- Abenteuer im Nachtexpreß , regia di Harry Piel (1925)
- Der schwarze Pierrot, regia di Harry Piel (1926)
- Achtung Harry! Augen auf!, regia di Harry Piel (1926)
- Was ist los im Zirkus Beely?, regia di Harry Piel (1927)
- Sein größter Bluff, regia di Henrik Galeen e Harry Piel (1927)
- Rätsel einer Nacht
- Bezwinger der 1000 Gefahren, regia di Harry Piel (1927)
- Panik, regia di Harry Piel (1928)
- Mann gegen Mann, regia di Harry Piel (1928)
- Seine stärkste Waffe, regia di Harry Piel (1928)
- Die Mitternachts-Taxe, regia di Harry Piel (1929)
- Männer ohne Beruf, regia di Harry Piel (1929)
- Sein bester Freund, regia di Harry Piel (1929)
- Menschen im Feuer, regia di Harry Piel (1930)
- Achtung! Auto-Diebe!, regia di Harry Piel (1930)
- Er oder ich, regia di Harry Piel (1930)
- Schatten der Unterwelt, regia di Harry Piel (1931)
- Bobby geht los , regia di Harry Piel (1931)
- Ombres des bas fonds, regia di Harry Piel (1931)
- Der Geheimagent, regia di Harry Piel (1932)
- Jonny stiehlt Europa, regia di Harry Piel e Andrew Marton (1932)
- Il fantasma del mare (Das Schiff ohne Hafen), regia di Harry Piel (1932)
- Sprung in den Abgrund, regia di Harry Piel (1933)
- L'uomo invisibile attraversa la città (Ein Unsichtbarer geht durch die Stadt) (1933)
- Die Welt ohne Maske, regia di Harry Piel (1934)
- Serata di gala al circo Peter (Artisten), regia di Harry Piel (1935)
- La jungla in rivolta (Der Dschungel ruft), regia di Harry Piel (1936)
- L'uomo senza mano (Neunzig Minuten Aufenthalt), regia di Harry Piel (1936)
- Il crimine dei Kruppak (Sein bester Freund), regia di Harry Piel (1937)
- Der unmögliche Herr Pitt, regia di Harry Piel (1938)
- Belve in ginocchio (Menschen, Tiere, Sensationen), regia di Harry Piel (1938)
- Der Trichter. (Nr. III), regia di Franz Schröder (1939)
- Der Mann im Sattel, regia di Harry Piel (1945)
- Der Tiger Akbar, regia di Harry Piel (1951)
- Gesprengte Gitter, regia di Harry Piel (1953)

### Produttore
- Dämone der Tiefe, regia di Harry Piel (1912)
- Der Börsenkönig
- Schwarzes Blut, regia di Harry Piel (1912)
- Das verschwundene Los, regia di Harry Piel (1915)
- Der große Coup, regia di Harry Piel (1919)
- Über den Wolken, regia di Harry Piel (1920)
- Der rätselhafte Klub, regia di Harry Piel (1920)
- Die Geheimnisse des Zirkus Barré, regia di Harry Piel (1920)
- Der große Unbekannte, regia di Harry Piel (1920)
- Die Luftpiraten, regia di Harry Piel (1920)
- Das fliegende Auto, regia di Harry Piel (1920)
- Der Verächter des Todes, regia di Harry Piel (1920)
- Das Gefängnis auf dem Meeresgrund, regia di Harry Piel (1920)
- Der Reiter ohne Kopf, 1. Teil - Die Todesfalle, regia di Harry Piel (1921)
- Der Reiter ohne Kopf, 2. Teil - Die geheimnisvolle Macht, regia di Harry Piel (1921)
- Der Reiter ohne Kopf, 3. Teil - Harry Piels schwerster Sieg, regia di Harry Piel (1921)
- Der Fürst der Berge, regia di Harry Piel (1921)
- Unus, der Weg in die Welt. Der Fürst der Berge - 2. Teil, regia di Harry Piel (1921)
- La casa che sparisce (Das verschwundene Haus), regia di Harry Piel (1922)
- Das schwarze Kuvert, regia di Harry Piel (1922)
- Rivalen, regia di Harry Piel (1922)
- Der letzte Kampf, regia di Harry Piel (1923)
- Avventura di una notte (Abenteuer einer Nacht), regia di Harry Piel (1923)
- Menschen und Masken, 1. Teil - Der falsche Emir
- Menschen und Masken, 2. Teil - Ein gefährliches Spiel
- Der Mann ohne Nerven, regia di Gérard Bourgeois, Harry Piel (1924)
- Die Mitternachts-Taxe, regia di Harry Piel (1929)
- Männer ohne Beruf, regia di Harry Piel (1929)
- Menschen im Feuer, regia di Harry Piel (1930)
- Er oder ich, regia di Harry Piel (1930)
- Bobby geht los, regia di Harry Piel (1931)
- Ombres des bas fonds, regia di Harry Piel (1931)
- Der Geheimagent, regia di Harry Piel (1932)
- Jonny stiehlt Europa, regia di Harry Piel e Andrew Marton (1932)
- Il fantasma del mare (Das Schiff ohne Hafen), regia di Harry Piel (1932)
- Sprung in den Abgrund, regia di Harry Piel (1933)
- Schwarzwaldmädel, regia di Georg Zoch (1933)
- Die Welt ohne Maske, regia di Harry Piel (1934)
- Der Herr der Welt, regia di Harry Piel (1934)
- Il crimine dei Kruppak (Sein bester Freund), regia di Harry Piel (1937)
- Wie einst im Mai, regia di Richard Schneider-Edenkoben (1938)
- Der unmögliche Herr Pitt, regia di Harry Piel (1938)
- Belve in ginocchio (Menschen, Tiere, Sensationen), regia di Harry Piel (1938)
- Der Tiger Akbar, regia di Harry Piel (1951)